# 周重
周重（1434年—？），字如鼎，江西吉安府安福縣人，明朝政治人物。進士出身。

## 生平
天順三年（1459年）舉己卯科江西鄉試第四名。天順八年（1464年）中式甲申科第二甲第三十五名進士。

## 家族
曾祖父周禮甫。祖父周子濂。父亲周。